# Entephria multivagata
Entephria multivagata là một loài bướm đêm trong họ Geometridae.